# Génimont
Génimont est un hameau faisant partie de la ville belge de Rochefort situé en Région wallonne dans la province de Namur.
Il fait partie de l'ancienne commune de Villers-sur-Lesse qui est depuis 1977 une section de la commune de Rochefort.

## Situation
Ce hameau de Calestienne se situe sur le rive droite de la Wimbe, un ruisseau affluent de la Lesse. Au sud du hameau, s'élève une colline boisée appelée localement tienne et culminant à l'altitude de 270 m.
La ville de Rochefort se trouve à environ 13 km au nord-est. La sortie n°22a de l'autoroute E411 se trouve à environ 500 m à l'ouest juste avant le village de Lavaux-Sainte-Anne. Les routes nationales 94 et 955 et se croisent au centre du hameau.

## Patrimoine
Le hameau possède quelques fermes en long du XIXe siècle.
La ferme Cavillot se compose d'un manoir en pierre calcaire à base presque carrée et à trois niveaux construit au XVIe siècle et de dépendances du XVIIIe siècle. Une haute toiture en ardoise coiffe le manoir. Cet ensemble est repris sur la liste du patrimoine immobilier classé de Rochefort depuis 1981.
La chapelle Notre-Dame de Génimont est datée de 1852 comme indiqué sur la clé de voûte de la porte d'entrée. Bâtie en moellons de calcaire, elle possède une nef de deux travées et une abside à trois pans coupés. L'originalité de cet édifice vient de la présence de deux petits clochetons d'angle en façade en sus du clocheton principal. La chapelle est reprise sur la liste du patrimoine immobilier classé de Rochefort depuis 1980.